# Serieåret 1918

## Händelser

### Okänt datum
- I USA råder en rättstvist om serien The Katzenjammer Kids (Knoll och Tott) som resulterar i att serien delas. Rudolph Dirks fortsätter serien för en annan tidning under namnet The Captain and the Kids (Pigge och Gnidde), medan den ursprungliga serien görs av tecknaren Harold Knerr.

## Födda
- 15 april - Denis McLoughlin (död 2002), brittisk serieskapare.
- 2 juni - Ruth Atkinson (död 1997), amerikansk serieteckanare.
- 8 juli - Irwin Hasen, amerikansk serieskapare.
- 21 december - Frank Hampson (död 1985), brittisk serieskapare.